# Usra Hendra Harahap

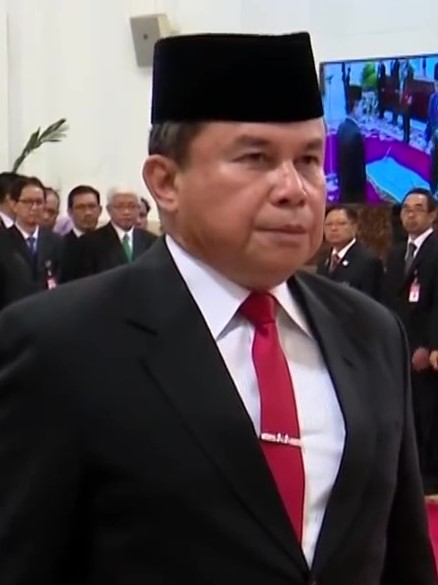
Usra Hendra Harahap

Usra Hendra Harahap (Ucok, geb. 11. August 1959, Padang, West-Sumatra) ist ein indonesischer Diplomat und ehemaliger Offizier der Indonesischen Luftstreitkräfte (Tentara Nasional Indonesia Angkatan Udara, TNI AU), der seit dem 21. März 2019 der Botschafter von Indonesien in Nigeria ist.

## Leben

### Jugend und militärische Karriere

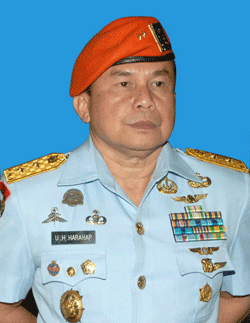
Usra Hendra Harahap als Koordinator der Experten im Stab des Air Force Chief of Staff.

Usra wurde am 11. August 1959 in Padang, West-Sumatra geboren. Er begann seine militärische Karriere nach seinem Abschluss an der Akademi Angkatan Udara (Akademie der indonesischen Luftwaffe, AAU) 1982. Er erwarb Abschlüsse als Master of Science und Doktor der Political Science an der Universitas Merdeka Malang (Universität Merdeka) 2002 und 2005.
Usra wurde Flaggoffizier nach seiner Beförderung zum Air First Marshal am 4. Juni 2010 (Kommando Pasukan Gerak Cepat). Zu gleicher Zeit wurde er zum stellvertretenden Superintendent der Sekolah Kajian Pertahanan dan Strategi (Schule für Verteidigungs- und strategische Studien) ernannt. Nach zwei Jahren wurde Usra zum Superintendent der Schule befördert.
Bereits wenige Monate später wurde er an die Universitas Pertahanan Indonesia (Indonesische Verteidigungsuniversität) versetzt, wo er der Dekan der  Fakultät für Verteidigungsstrategie wurde. Später wurde er zum Stellvertretenden Rektor der Universität berufen (30. Dezember 2013) und nur wenige Wochen später in Hauptquartier der Luftwaffe versetzt als Special Staff für den Chef des Stabes der Luftwaffe.
Ein Jahr später, am 19. Januar 2015, wurde er beauftragt den kompletten Expertenstab der Luftwaffe zu koordinieren. In diesem Amt kritisierte Er öffentlich die Firma Indonesian Aerospace. Er sagte, dass das Unternehmen es versäumt habe, die Indonesische Luftwaffe zu ihrem Hauptkunden zu machen und behauptete, dass die Luftwaffe nicht einsatzbereit sei, läge an dem Unternehmen.
Usras Stellung als Koordinator wurde seine letzte Stellung bei den Streitkräften. 2017 wurde er entlassen und setzte sich zur Ruhe.

### Botschafter in Nigeria
Nach seiner Pensionierung schloss sich Usra der Partei Golkar (Partai Golongan Karya) an. Im September 2018 verkündete der Vorsitzende von Golkar, Airlangga Hartarto, dass der Präsident Usra als Kandidaten für den Posten als Botschafter Indonesiens in Nigeria genannt habe. Nach einem Test durch den Volksvertretungsrat der Republik Indonesien, wurde er am 21. November 2019 entsandt. Er ist zugleich Botschafter für Nigeria, Benin, Burkina Faso, Ghana, Liberia, Niger, São Tomé und Príncipe, Togo und die Westafrikanische Wirtschaftsgemeinschaft.
Am 3. Mai 2020 wurden drei indonesische Seeleute eines Fischerbootes von Piraten vor der Küste von Santa Clara, Gabun gekidnappt. Usra führt persönlich die Kommunikation mit der Botschaft von Indonesien in Paris (Kedutaan Besar Republik Indonesia di Paris; Ambassade d’Indonésie à Paris), dem indonesischen Honorarkonsulat in Gabun, den südkoreanischen Botschaften in Abuja und Libreville zur Vorbereitung des Rettungseinsatzes. Dann koordinierte er persönlich die Befreiungsoperation. Die Geiseln wurden am 8. Juni freigelassen und von Usra zwei Tage später abgeholt.